# مات ووكر
مات ووكر (بالإنجليزية: Matt Walker)‏ (16 سبتمبر 1992 سينسيناتي الولايات المتحدة - ) هو لاعب كرة قدم أمريكي يلعب كلاعب وسط.